# 1724

## أحداث
- تأسيس مدينة غويغوي [الإنجليزية] وتقع حاليا في فنزويلا.
- 1 فبراير: تأسيس مدينة كلابوزو [الإنجليزية] وتقع حاليا في فنزويلا.
- أصاب أرض الجزيرة العربية في نجد واليمن قحط وجفاف، فتضررت الحياة الاقتصادية لتلك المنطقة حيث خربت مناطق[1] وهلك الكثير من أبناء قبائل حرب والعمارات من عنزة وبني خالد[2]، فسعى آل السعدون بمحاولة لجذب أغلب عشائر نجد نحو العراق، فاستجابت لهم عدة قبائل مثل: مطير والظفير وحرب وسبيع وقحطان وعتيبة.[3][4]
- 29 أغسطس - لقاء السفير المغربي الأدميرال الحاج عبد القادر بيريز بجورج الثاني ملك بريطانيا العظمى في إطار العلاقات المغربية البريطانية.

## مواليد
- موسى ليتل

## وفيات
- إينوسنت الثالث عشر
- بارون هوغو هاميلتون
- جاك شيبرد
- جون موراي (سياسي)
- جيمس باكل
- خواكين دي تشوريجيرا مهندس معماري إسباني
- روبرت إيرل هارلي
- غيونغجونغ ملك جوسون
- فيليب برتراند فنان فرنسي
- لويس الأول ملك إسبانيا
- لويس بويفن كاتب فرنسي
- نويل أليكساندر
- همفري بريدو
- هنري كيلسي مستكشف كندي
- ويليام غيفورد (سياسي) سياسي بريطاني
- يوهان كونراد أمان طبيب سويسري